# Krystian Zimerman
Krystian Zimerman (* 5. prosince 1956, Zabrze) je polský klavírista, dirigent a pedagog, který byl označován za jednoho z největších pianistů své generace. V roce 1975 vyhrál IX. mezinárodní Chopinovu klavírní soutěž.

## Život
Krystian Zimerman pochází ze slezského města Zabrze. Klavír studoval u Andrzeje Jasińského, zpočátku soukromě, později na Hudební akademii Karola Szymanovského v Katovicích. Již za studií byl úspěšným účastníkem klavírních soutěží, mimo jiné v roce 1973 vyhrál soutěž Beethovenův Hradec. Výrazně na sebe upozornil v roce 1975, kdy zvítězil na Chopinově mezinárodní klavírní soutěži, a to jako jeden z nejmladších účastníků. Toto vítězství stálo na počátku jeho bohaté koncertní kariéry, již následující rok hrál s Berlínskou filharmonií, v roce 1979 debutoval ve Spojených státech s Newyorskou filharmonií. Zimerman spolupracuje s orchestry a dirigenty, jakými jsou Leonard Bernstein, Pierre Boulez, Seidži Ozawa nebo Carlo Maria Giulini. Blízký profesní vztah chová k Simonu Rattleovi. Nahrává pro Deutsche Grammophon.
Známý je především jako interpret hudby z období romantismu (Chopin, Schubert, Brahms, Rachmaninoff) a pozdního klasicismu (Beethoven), nicméně má ve svém repertoáru i skladby z jiných období a je také propagátorem soudobé hudby: Witold Lutosławski napsal svůj Klavírní koncert právě pro něj.
Krystian Zimerman je známý svým perfekcionismem při přípravě na koncerty, kterých pořádá relativně málo, kolem 40 až 50 ročně. Dříve si také na koncerty po celém světě vozil s sebou některý ze svých klavírů. Od toho však musel částečně upustit, protože převoz klavíru začaly po zpřísnění bezpečnostních opatření na letištích po teroristických útocích v roce 2001 provázet komplikace; jeden z jeho klavírů byl při bezpečnostní kontrole těžce poškozen a jiný dokonce zcela zničen.
Od roku 1996 Zimerman také vyučuje klavír na akademii v Basileji, kde dlouhá léta žije. Se svou manželkou, houslistkou, má dvě dospělé děti.